# 1P-LSD
1P-LSD или диэтиламид-1-пропионил лизергиновой кислоты представляет собой психоделическое вещество класса лизергамидов, которое является производным соединением и функциональным аналогом LSD-25 (наиболее известного вещества из семейства ЛСД), а также гомологом ALD-52. Продаётся в интернете как дизайнерский наркотик с 2015 года. Молекула 1P-LSD отличается от молекулы ЛСД добавлением пропионовой группы к молекуле азота индола ЛСД.

## Фармакология
Поскольку ЛСД обнаруживается при инкубации 1P-LSD в сыворотке человека, 1P-LSD действует, по крайней мере частично, как пролекарство для ЛСД.

## Эффекты

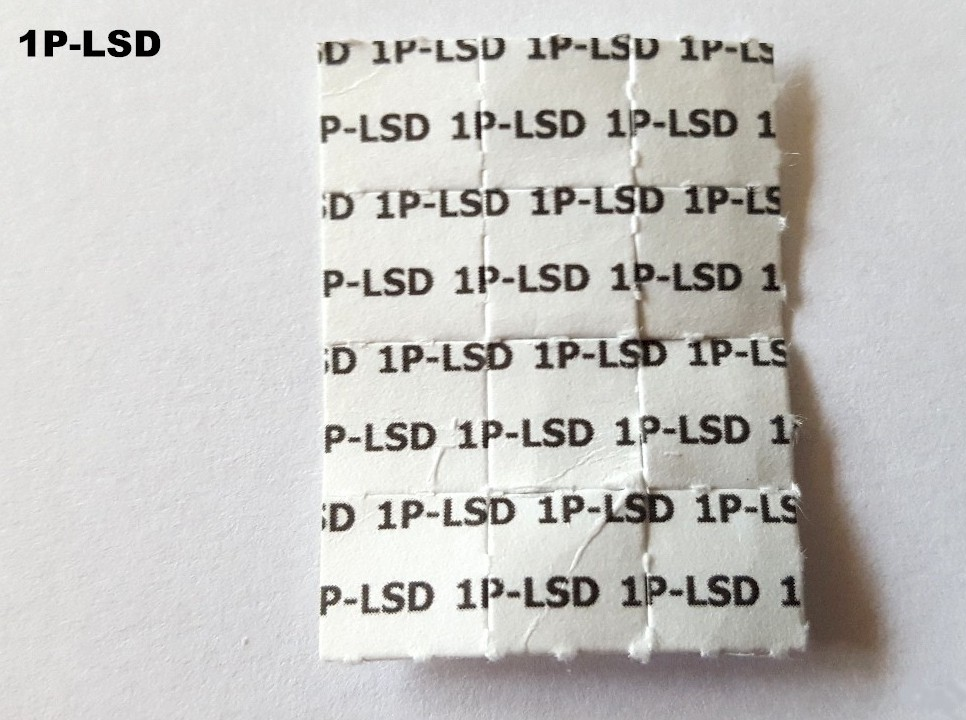
1P-LSD на промокательной бумаге

Эффекты 1P-LSD не очень хорошо описаны в научной литературе. Считается, что действие этого вещества аналогично действию ЛСД. Исследование, проведённое в 2020 году, показало, что при внутривенном введении действие 1P-LSD продолжается меньше, чем действие ЛСД. 1P-LSD присутствует в организме всего 4 часа, после чего полностью разлагается в ЛСД. Исследование показало, что невозможно надёжно различить пероральный приём ЛСД и 1P-LSD до тех пор, пока уникальные метаболиты не будут обнаружены с помощью чувствительных аналитических методов. Качественные эффекты были схожими при сравнении внутривенного и перорального введения двух препаратов. Более продолжительная задержка перед началом трипа после внутривенного введения 1P-LSD, по-видимому, связана с более медленным проникновением ЛСД в центральную нервную систему по сравнению с другими серотонинергическими галлюциногенами. Некоторые участники исследования сообщили об отсутствии негативных эффектов, но это, вероятно, связано с обстановкой, а не с характеристикой 1P-LSD.

## Легальный статус
По состоянию на 2015 год 1P-LSD регулируется Федеральным законом США об аналогах и классифицируется как препарат Списка I. 1P-LSD является контролируемым веществом во Франции, Финляндии, Дании, Германии, Эстонии, Японии, Латвии, Норвегии, Румынии, Швеции, Швейцарии, Великобритании, Италии, Сингапуре, Чехии и Хорватии. 1P-LSD запрещён в России с 2017 года, поскольку является производным лизергиновой кислоты.